# Engelsfreude
Engelsfreude ist eine stillgelegte Fundgrube im Bergrevier Johanngeorgenstadt im sächsischen Erzgebirge.

## Geschichte
Die Grube wurde nach dem Fündigwerden der Catharina Fundgrube am Fastenberg aufgenommen und im März 1708 von Christian Tippner gemutet. Sie befand sich in der Nähe der Eibenstocker Straße von Johanngeorgenstadt nach Steinbach unweit der im Jahr 1933 eröffneten Grenzlandbaude. Benachbarte Gruben waren Weihnachtsbescherung, Sophia und Silberne Höhe. Die Grube verfügte nicht über ein eigenes Huthaus, sondern nur über eine Kaue, die u. a. auf einem Grubenriss von 1739 eingezeichnet ist.
1709 war Johann Gabriel Löbel Lehnträger der Engelsfreuder Fundgrube. Da kein Silber gefunden wurde, erfolgte bereits 1720 der Zusammenschluss mit der Fundgrube Silberne Höhe (gegenüber der späteren Grenzlandbaude). Die vereinigte Fundgrube Silberne Höhe samt Engelsfreude existierte nur bis 1734 und ging dann in der Kaiser-Joseph-Fundgrube auf. Der Tagesschacht dieser Grube befand sich unmittelbar vor der Passhöhe der Eibenstocker Straße.
Weitere bergbauliche Arbeiten in diesem Grubenfeld erfolgten dann im 19. Jahrhundert bis 1945 durch die Wildermann Fundgrube.